# Ramon Pla i Nadal
Ramon Pla i Nadal (Mataró, 2 d'agost de 1947) és un empresari i polític català, fill de Ramon Pla i Anglada, fundador de l'empresa Bonfil SL. Està casat amb Ivonne Amelia Capriles Hernandez de Pla.

## Biografia
Es llicencià en dret a la Universitat de Barcelona. El 1974 fou representant del Grup Independent a l'Assemblea Democràtica de Mataró i el 1975 s'afilià a Convergència Democràtica de Catalunya, en el consell nacional de la qual ha representat al Maresme. Ha estat president de la mutualitat L'Aliança Mataronina. Tresorer de la Federació de Mutualitats de Catalunya i és membre d'Òmnium Cultural.
A les eleccions generals espanyoles de 1977 fou candidat del Pacte Democràtic per Catalunya per la circumscripció de Barcelona, però no fou escollit. Fou candidat per CiU a les eleccions generals espanyoles de 1979, però tampoc fou escollit. Més sort va tenir a les eleccions municipals de 1979, on fou escollit primer tinent d'alcalde de l'ajuntament de Mataró com a cap de llista de CiU. De 1979 a 1983 fou diputat provincial i portaveu de CiU a la Diputació de Barcelona de 1981 a 1983.
Posteriorment fou diputat per Convergència i Unió a les eleccions al Parlament de Catalunya de 1980, 1984 i 1988.